# Rouge tomate
Pour les articles homonymes, voir Tomate (homonymie).

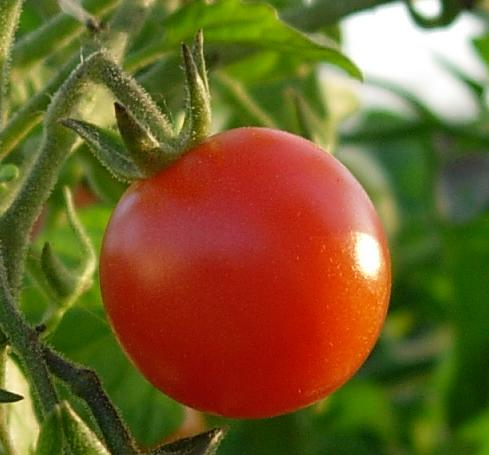
Tomate.

Rouge tomate est un nom de couleur en usage dans le domaine de la décoration pour désigner un rouge vif, en référence à la couleur de la variété la plus commune de tomates arrivée à maturité.
Le nuancier RAL indique RAL 3013 rouge tomate.

## Histoire
Au XIXe siècle, Michel-Eugène Chevreul a entrepris de situer les couleurs les unes par rapport aux autres et par rapport aux raies de Fraunhofer. « Tomate » est l'« objet le plus connu qui correspond » à la plage 1 rouge-orangé (11 ton) de son cercle chromatique principal.
Le Répertoire de couleurs de la Société des chrysanthémistes, publié en 1905, indique quatre tons, plus ou moins orangés, pour le « rouge tomate », et donne comme synonyme français le « rouge écrevisse ».

## La couleur de la tomate
Comme pour les autres fruits et produits naturels, la couleur est un des moyens les plus accessibles pour évaluer la qualité et la maturité de la tomate. Les agronomes n'ont pas manqué d'étudier ses variations au cours du processus, et sa corrélation avec les caractéristiques gustatives et sanitaires du fruit. C'est un domaine d'utilité de la colorimétrie. La réflectance de la peau dans le proche infrarouge a notamment fait l'objet d'investigations.